# Pachnobia norvegica
Pachnobia norvegica là một loài bướm đêm trong họ Noctuidae.